# Bad Münstereifeler Wald
Koordinaten: 50° 33′ 11″ N, 6° 47′ 55″ O
Das Naturschutzgebiet Bad Münstereifeler Wald liegt auf dem Gebiet der Stadt Bad Münstereifel im Kreis Euskirchen in Nordrhein-Westfalen.
Das Gebiet erstreckt sich direkt östlich der Kernstadt Bad Münstereifel. Am westlichen Rand führt die Landesstraße L 194 vorbei, die L 234 durchquert das Gebiet. Westlich fließt die Erft, südöstlich verläuft die L 113.

## Bedeutung
Für Bad Münstereifel ist seit 2005 ein 1007,45 ha großes Gebiet unter der Kenn-Nummer EU-097 als Naturschutzgebiet ausgewiesen. Die Unterschutzstellung erfolgt wegen der Bedeutung des Gebietes für die Errichtung eines zusammenhängenden ökologischen Netzes besonderer Schutzgebiete in Europa.